# Silmäsvuoma
Silmäsvuoma är en sumpmark i Finland. Den ligger i Kittilä i landskapet Lappland, i den norra delen av landet, 800 km norr om huvudstaden Helsingfors. Silmäsvuoma ligger vid sjöarna  Silmäsjärvi och Kelontekemäjärvi.